# Chamaecrista biensis
Chamaecrista biensis är en ärtväxtart som först beskrevs av René Léopold Alix Ghislain Jules Steyaert, och fick sitt nu gällande namn av John Michael Lock. Chamaecrista biensis ingår i släktet Chamaecrista och familjen ärtväxter. Inga underarter finns listade i Catalogue of Life.